# Angelica Mandy
 (juillet 2019).
Pour les articles homonymes, voir Mandy.
Angelica Joyce Mandy, née le 25 août 1992 à Bath, est une actrice anglaise, connue pour son rôle de Gabrielle Delacour, la sœur de Fleur Delacour dans les films Harry Potter.

## Biographie
Angelica Mandy est née à Bath au Royaume-Uni. Elle a deux sœurs et un frère. Elle a étudié à Grittleton School House. Mandy est connue pour son petit rôle dans Harry Potter et la Coupe de Feu, où elle a joué Gabrielle Delacour, petite sœur de Fleur Delacour. 
Le 22 juillet 2009, Mandy a été confirmée pour le septième film, Harry Potter et les Reliques de la Mort, reprenant son rôle de Gabrielle Delacour. Elle apparaît seulement dans la première partie du film.
Mandy a dit qu'elle aimerait poursuivre sa carrière d'actrice, après avoir pris un congé sabbatique pour terminer ses études.

## Filmographie

### Cinéma
- 2004 : Vanity Fair : La Foire aux vanités : Becky jeune
- 2005 : Harry Potter et la Coupe de feu : Gabrielle Delacour
- 2010 : Harry Potter et les Reliques de la Mort : Gabrielle Delacour
- 2012 : The End (court métrage) : Frankie